# Ituglanis parkoi
Ituglanis parkoi är en fiskart som först beskrevs av Miranda Ribeiro, 1944.  Ituglanis parkoi ingår i släktet Ituglanis och familjen Trichomycteridae. Inga underarter finns listade i Catalogue of Life.